# Rusko (musicien)
Pour les articles homonymes, voir Rusko (homonymie).
Rusko, de son vrai nom Christopher William Mercer, est né le 26 janvier 1985. Né à Leeds en Angleterre, il est producteur de dubstep, compositeur et DJ.

## Histoire
Rusko est diplômé du Leeds College of Music avec un diplôme en interprétation musicale. Il est immergé dans le monde du dubstep à travers Dub Sub qui a eu lieu au West Indian Centre à Leeds, il a ensuite déménagé à Londres pour travailler avec le label Sub Soldiers.  
Rusko fait ses débuts en tant que producteur en 2006 avec Dub Police avec la musique SNES Dub. Il entre alors dans la face sombre du dubstep avec des titres comme Cockney Thug ou Woo Boost, il est d'ailleurs considéré comme l'inventeur du brostep, sous genre du dubstep. Cockney Thug apparaît sur les mix d'artistes comme Pete Tong, Switch, M.I.A. et Santigold. Sa musique a été remixée par des artistes comme Buraka Som Sistema ainsi que Drop the Lime, Scratch Perverts, Sub Focus et son compatriote Caspa.
Rusko a également créé ses propres productions et remixes d'artistes comme Adele et A-Trak en collaboration avec Kid Sister. 
Le 26 octobre 2012, Fact Magazine publie une interview avec Rusko dans laquelle il a déclaré qu'il envisageait de publier sa musique gratuitement au lieu de signer avec Mad Decent encore une fois, à la suite de son différend avec le label lors de la sortie de son deuxième album (O.M.G.! en 2010). Kapow EP est sa première (et unique) auto production publiée sous le label nommé Rusko Recordings. En 2013, il rejoint OWSLA, label créé par Skrillex en 2011.

## Discographie[4]

### Albums
- 2007 : FabricLive.37 (avec Caspa)
- 2010 : O.M.G.!
- 2012 : Songs

### EP's et Singles
- 2006 : SNES Dub [Dub Police]
- 2007 : Acton Dread [Dub Police]
- 2007 : Babylon: Volume 1 [Sub Soldiers]
- 2007 : BetaMax [Veri Lo Records]
- 2007 : William H Tonkers / Roma [2nd Drop Records]
- 2008 : Dubstep Warz / Get Your Cock Out [Dub Files]
- 2008 : Gone 2 Far / 2 N A Q [Sub Soldiers]
- 2008 : Mr. Chips / Hammertime [Sub Soldiers]
- 2009 : Babylon: Volume 2 [Sub Soldiers]
- 2009 : Cockney Thug [Sub Soldiers]
- 2010 : Woo Boost [Mad Decent]
- 2010 : Hold On (feat Amber Coffman) [Mad Decent]
- 2011 : Everyday [Mad Decent]
- 2012 : Somebody To Love [Mad Decent]
- 2012 : Thunder [Mad Decent]
- 2012 : Roll It, Light It (avec Cypress Hill) [V2/Cooperative Music]
- 2012 : Can't Keep Me Down (avec Cypress Hill, featuring Damian Marley) [V2/Cooperative Music]
- 2012 : Kapow EP [Rusko Recordings]
- 2013 : Lift Me Up EP (OWSLA)
- 2014 : ! EP [FMLY]
- 2018 : Look Out
- 2018 : Has Made 5 More Songs (Circus Records)
- 2018 : Mr.Policeman
- 2018 : Squeeze [Deadbeats]

### Remixes
- 2006 : Skream - Dutch Flowers (Rusko Remix)
- 2007 : Caspa - Cockney Flute (Rusko Remix) [Dub Police]
- 2007 : Mike Lennon - When Science Fails Remix [Z Audio]
- 2008 : Adele - Cold Shoulder (Rusko Remix) [XL Recordings]
- 2008 : Kid Cudi - Day 'N Night
- 2008 : Katy Perry - I Kissed A Girl
- 2008 : D. Kay - Fire Remix
- 2008 : Audio Bullys - Flickery Vision (Ruskos Staying Awake Remix) [Vizo Records]
- 2008 : HK119 - C'est La Vie (Rusko Masher) [One Little Indian]
- 2008 : L-Wiz - Girl From Codeine City [Dub Thiefs]
- 2009 : The Prodigy - Take Me to the Hospital (Rusko Remix) [Ministry of Sound]
- 2009 : Skunk Anansie - I Can Dream Remix [One Little Indian]
- 2009 : Lady Gaga - Alejandro [Rusko's Pupuseria Remix]
- 2009 : Basement Jaxx - Feelings Gone (Rusko Remix) [XL Recordings]
- 2009 : Little Boots - Remedy (Rusko's Big Trainers Remix) [679]
- 2010 : Kid Sister - Pro Nails (Rusko Remix) [Asylum Records]
- 2010 : Kelis - 4th of July (Rusko Remix) [Interscope Records]
- 2010 : Rusko - Bionic Commando (Rusko Remix)
- 2010 : Sub Focus - Splash [RAM Records]
- 2010 : The Temper Trap - Soldier On (Rusko Remix)
- 2016 : Pegboard Nerds - Just Like That (Rusko Remix) [Monstercat]

### Apparitions
- License To Thrill: Part Two 12 - Dub Police (2007)
- Tempa Allstars Vol. 4 12 - Tempa (2007)
- Rinse: 01 - Rinse Recordings (2007)
- C'est La Vie 12 - One Little Indian (2008)
- Cold Shoulder 12 - XL Recordings (2008)
- Watch The Ride - Harmless (2008)
- Exclusive Mix for Fenchurch - Sub Soldiers (2008)
- Radio 1 Essential mix (2008)
- Amnesia Studio Mix - Zeno Dub (2008)
- Beatdown - Fabric Records (2009)
- Goresteps Most Hated - Borgore (2009)
- Neonspread 2 - EMI Music Japan Inc. (2009)
- The Layover - Mike Posner - Shut Up (feat. Rusko) (2011)